# Шиханово (Галичский район)
Шиханово — посёлок в Берёзовском сельском поселении Галичского района Костромской области России.

## История
До муниципальной реформы 2010 года посёлок входил в состав Муравьищенского сельского поселения. По состоянию на 1 января 2014 года в посёлке числилось 2 хозяйства и 2 постоянных жителя.

## Население
| 2008 | 2010 | 2012 | 2014 |
| ---- | ---- | ---- | ---- |
| 3    | →3   | ↘2   | →2   |